# Compton Castle

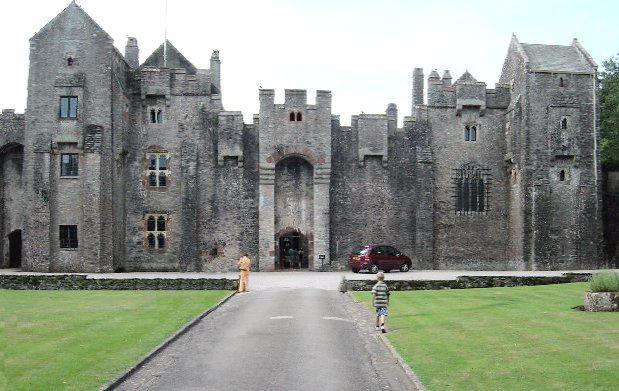
Compton Castle

Compton Castle ist ein befestigtes Herrenhaus nahe der Stadt Torquay in der südwestenglischen Grafschaft Devon. Besitzer war bis auf eine kurze Unterbrechung die Familie Gilbert; deren berühmtestes Mitglied war Humphrey Gilbert, Gründer der englischen Kolonie Neufundland und Halbbruder von Sir Walter Raleigh. Seit 1951 gehört der Besitz dem National Trust.
Compton Castle wurde in drei Zeitabschnitten im 14. bis 16. Jahrhundert erbaut und erweitert.  Es ist eines der wenigen befestigten Häuser in Großbritannien, die später nicht mehr verändert wurden. Große Halle und Speisekammer stammen aus der Zeit um 1350. Kapelle, Wachturm und Küche kamen 1370 hinzu.
Die Befestigung des Hauses fiel in die Regierungszeit Heinrich VIII., als die Gefahr französischer Einfälle sehr groß war. Das mit Türmen, Schießscharten, zinnenbewehrten Fallgattern, Ausgucks sowie einer 6 m hohen Umfassungsmauer ausgestattete Gebäude war zwar nicht uneinnehmbar, konnte aber umherstreifenden Gruppen von an der Küste gelandeten Angreifern widerstehen. Compton Castles Lage in einer üppig bewachsenen Talmulde bot zusätzlichen Schutz vor Überraschungsangriffen.
Der Gartenanlage von Compton Castle hat neben einem Rosengarten auch einen neuen Knotengarten. Quadratische, als Ornament gestaltete Knotenbeete kamen in der Renaissance auf. Früher wurden im Knotenbeet Kräuterpflanzen und Buchs kombiniert; diese Art der Bepflanzung wich später dem sogenannten Buchsparterre. Besonders im Frühjahr und im Herbst kommen viele Besucher nach Compton Castle, um sich an der Schönheit der Gärten zu erfreuen.
1995 war Compton Castle Drehort des Spielfilms Sinn und Sinnlichkeit von Ang Lee.

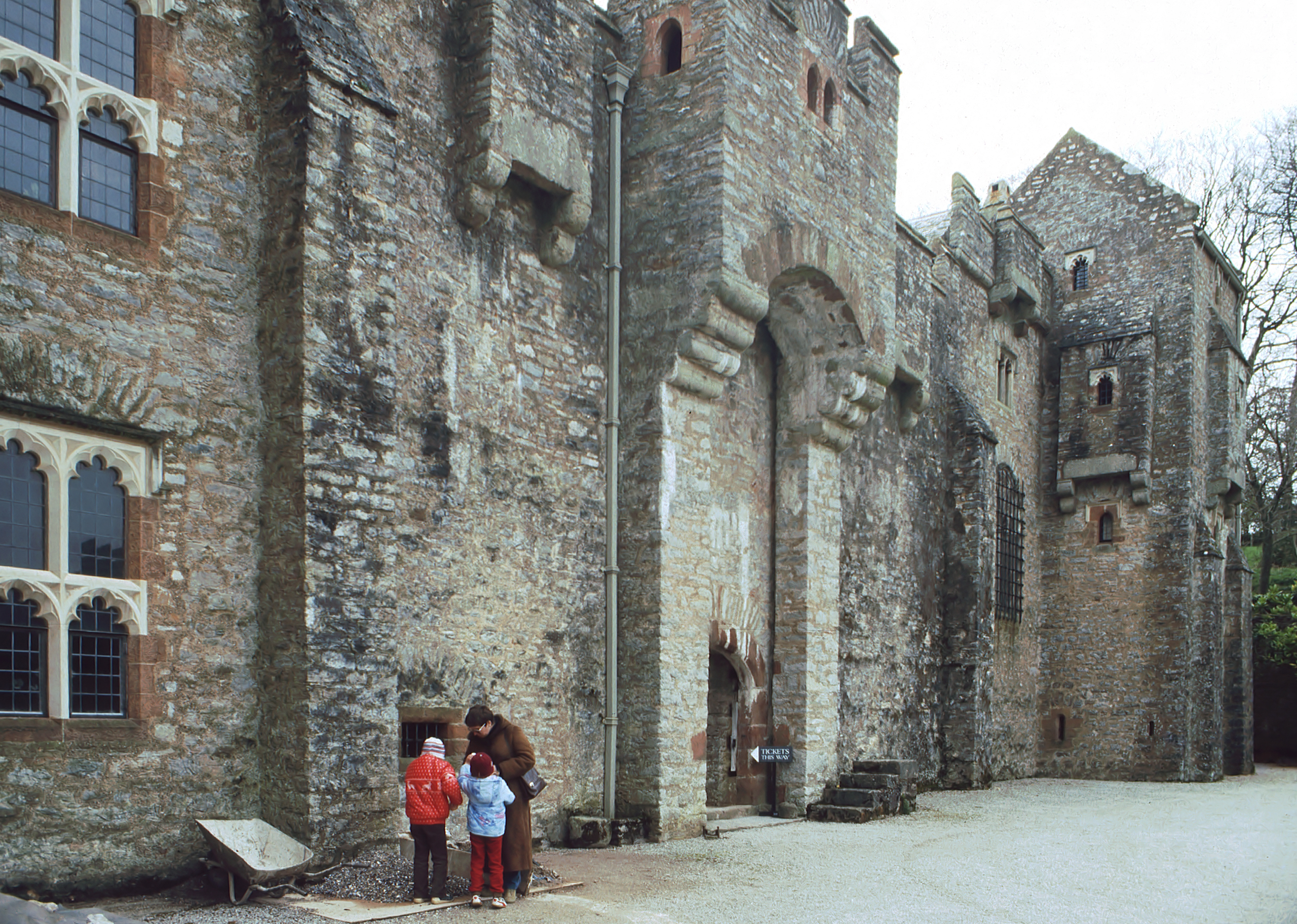
Vorderfront aus der Nähe
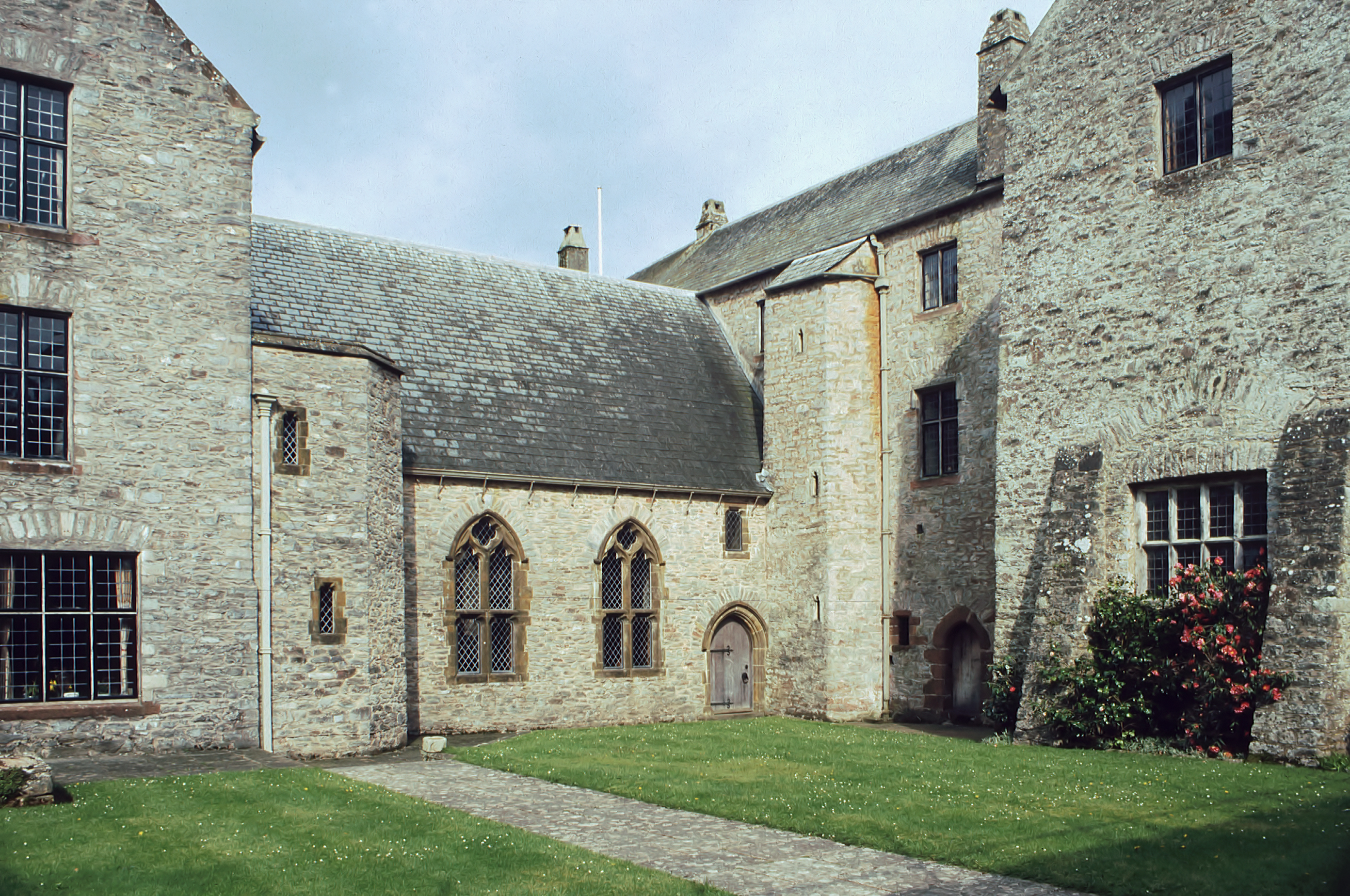
Hofseite von Südwesten
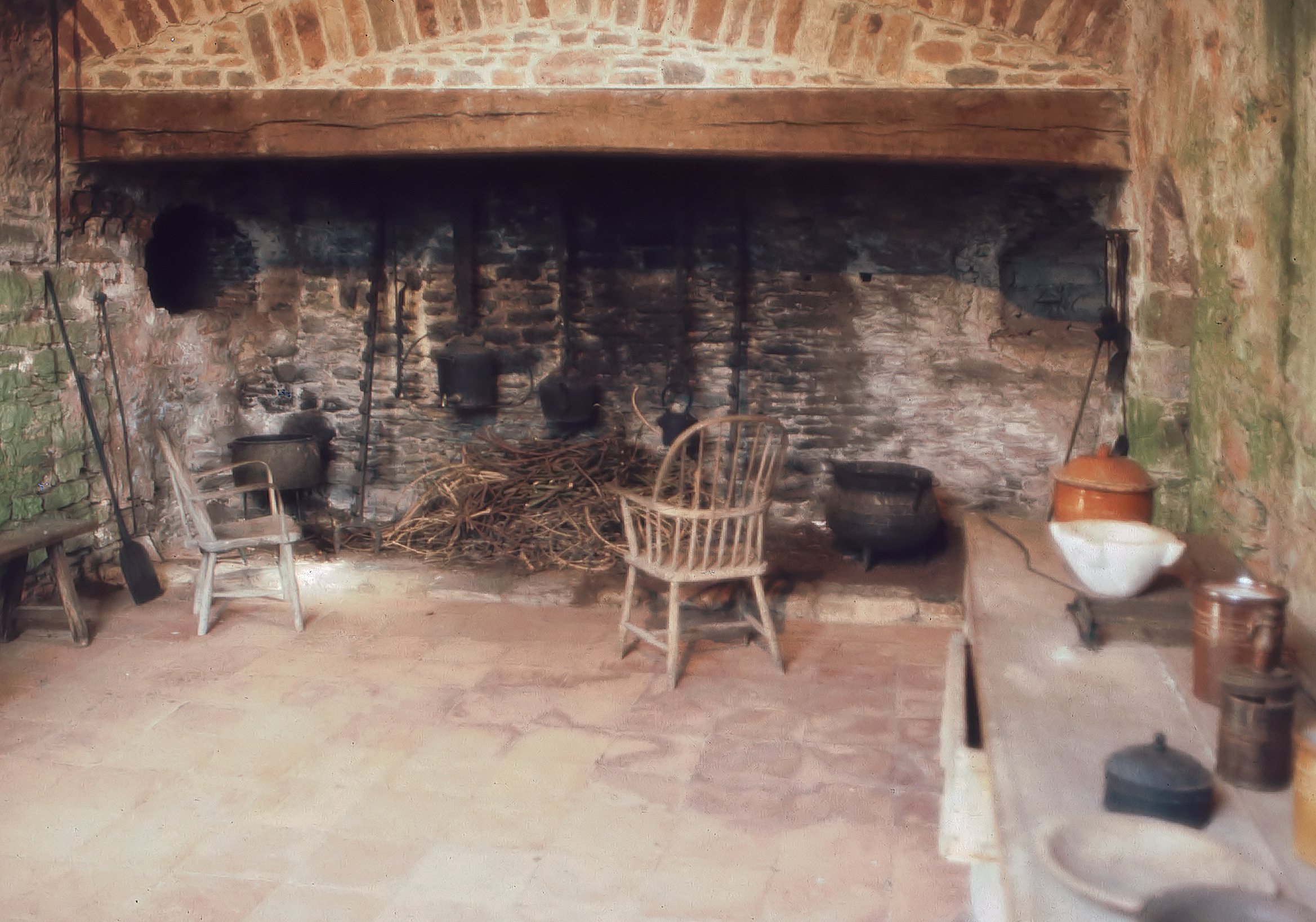
Alte Küche
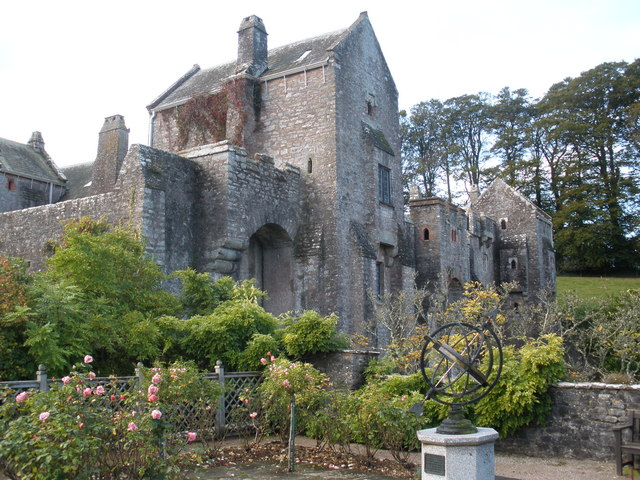
Rosengarten